# Parc Rosenlund
La parc Rosenlund (en suédois : Rosenlundsparken) ou Skånegläntan  est un parc du quartier de Södermalm à Stockholm en Suède.

## Description
Dans la partie est du Rosenlundsparken, domine le terrain de jeux très fréquenté de Skånegläntan.
Le plus proche de Västgötagatan est Stranden, un espace de repos avec des chaises longues jaunes et un point d'eau.
À l'ouest de l'aire de jeux se trouvent des zones herbeuses ouvertes avec des plantations d'arbres sur les bords extérieurs. Il y a également un étang naturel et un petit pavillon. La partie sud du parc est une avenue bordée d'arbres en direction de Ringvägen.
Dans l'aire de jeux se trouve l'œuvre Tuﬀsen, d'Egon Möller Nielsen.
Le parc est à proximité de l'hôpital de Rosenlund.

## Histoire
Le parc Rosenlund a été construit entre 1938 et 1945 avec des aires de jeux, des espaces verts et une pataugeoire.
Il y avait depuis longtemps de grands projets pour le parc. Il comporterait des œuvres d'art aquatiques et un canal sur toute la longueur du parc. La raison était qu'ils voulaient illustrer l'ancien fossé de la ville qui traversait auparavant Södermalm pour l'irrigation des jardins environnants.
En 1968-1969, le parc a été reconstruit selon sa conception actuelle. Au milieu des années 1990, le parc a été rénové.
En 2007, une vaste rénovation et un réaménagement de la partie orientale du Rosenlundsparken ont été réalisés. C'est alors que Stranden a été créé, conçu par Bernstrand & Co, comme un espace ouvert avec des chaises longues et des parasols au design ludique comme mobilier de parc permanent.
Stranden est la nouvelle entrée du Rosenlundsparken depuis Götgatan, et elle a reçu le prix Siena en 2008. Le client était l'Exploateringskontoret de Stockholm.
Le jeu aquatique a été construit plus tard.

## Galerie

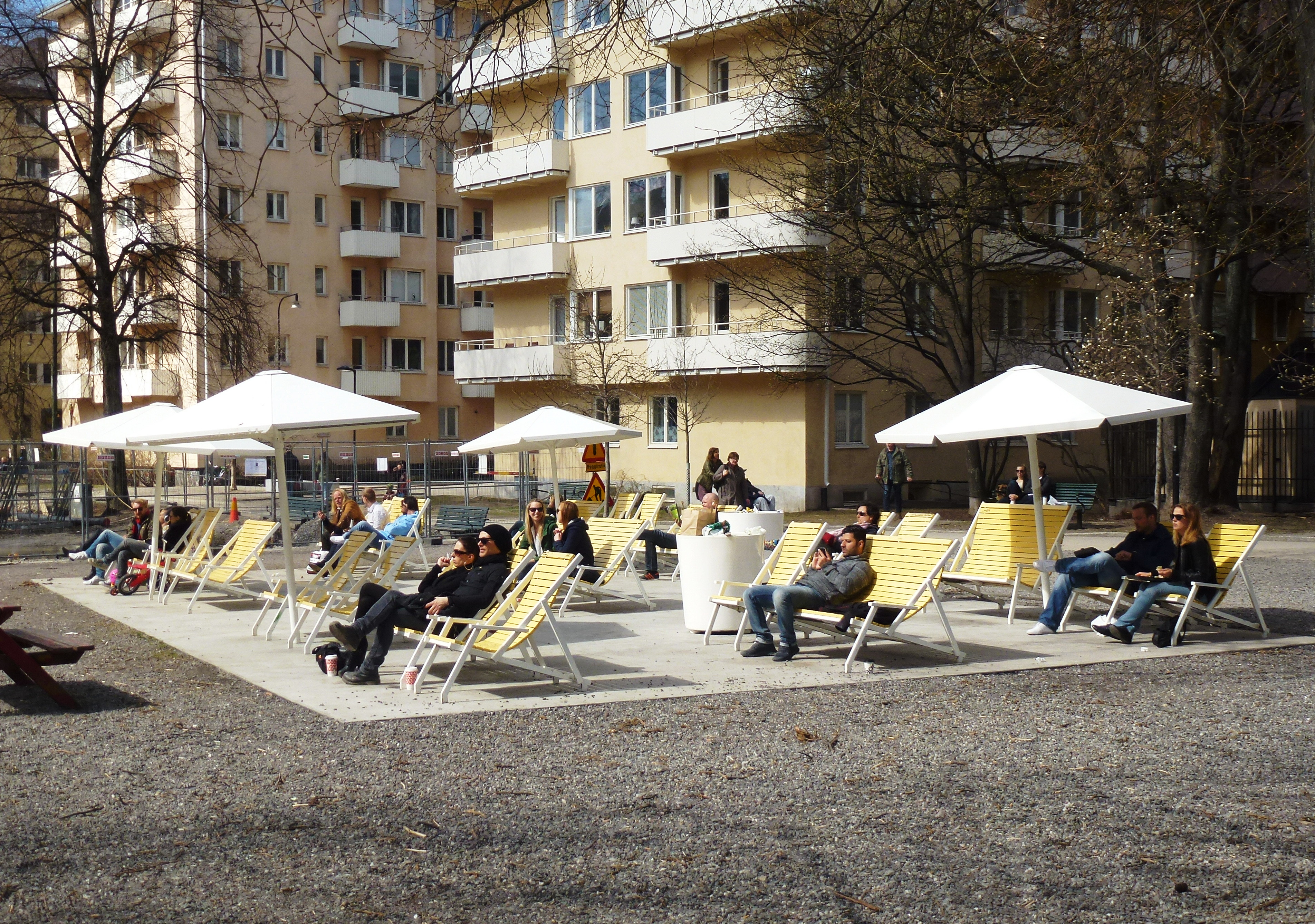
Stranden.
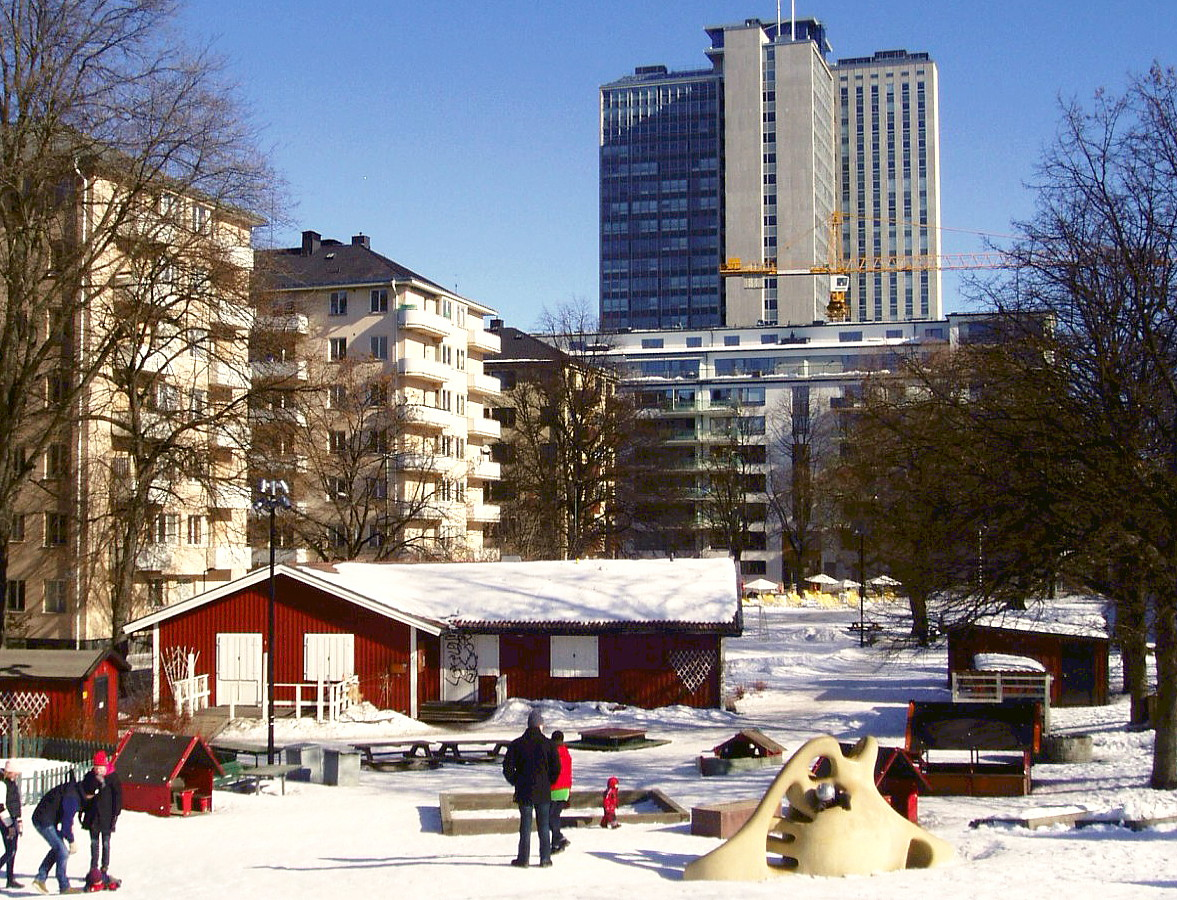
Rosenlundsparken, vue vers Skatteskrapan 2010.
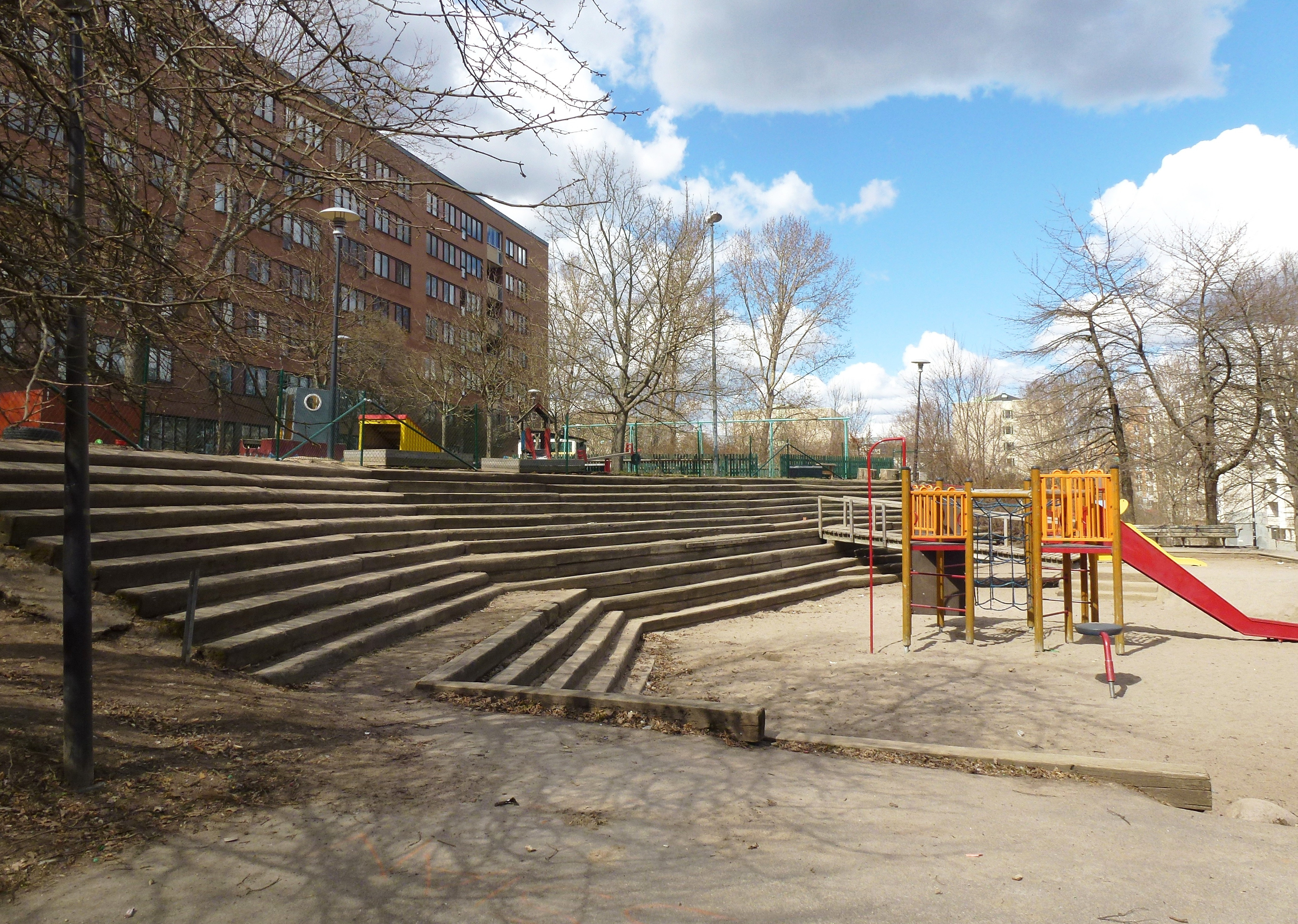
Théâtre en plein air pour enfants.
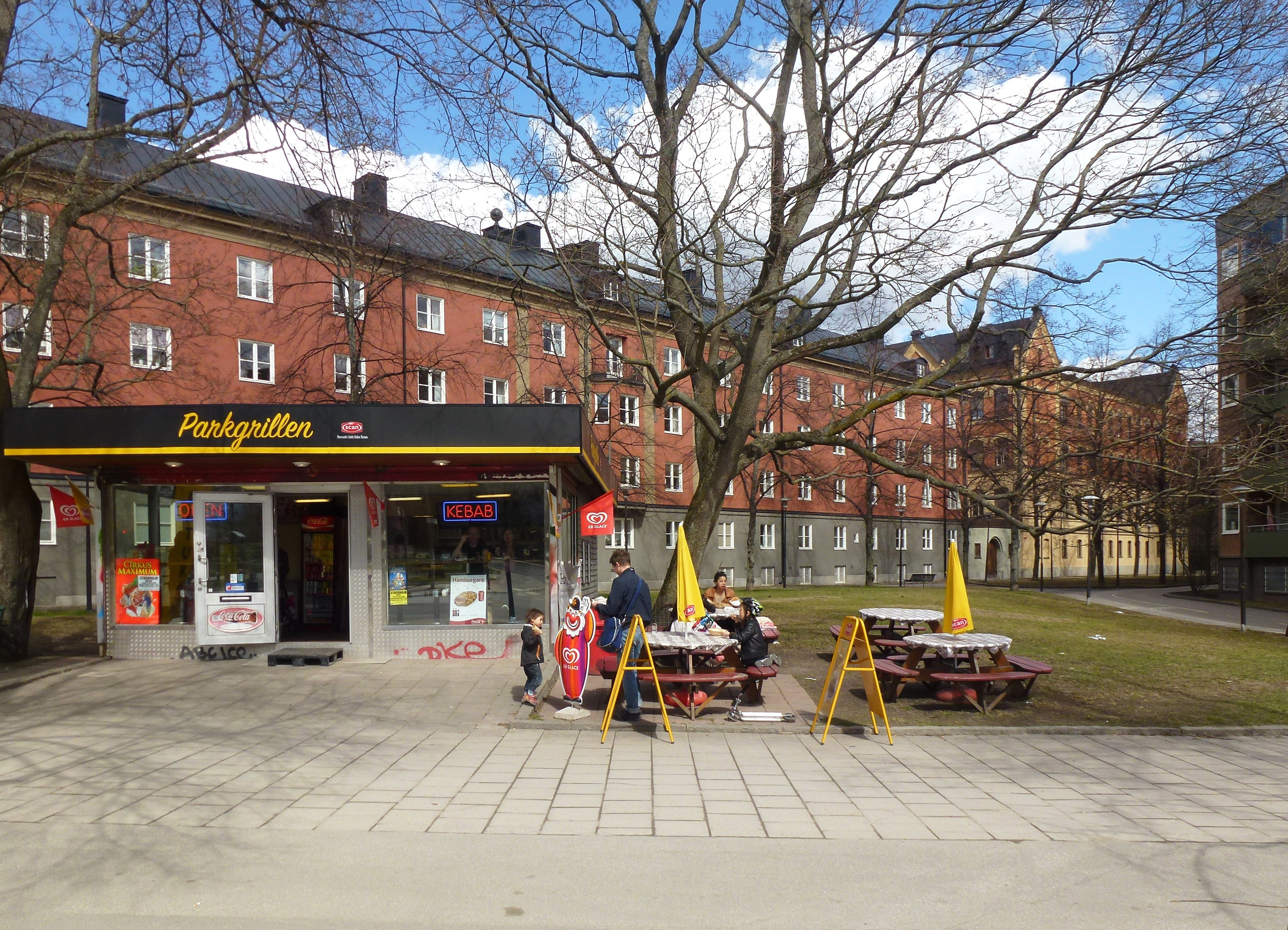
Parken vers Ringvägen.